# Lavazèjoch
Das Lavazèjoch (auch Zanggenjoch, italienisch Passo di Lavazè) ist ein 1808 m s.l.m. hoher Gebirgspass in den Fleimstaler Alpen. Die Passhöhe liegt in der italienischen Provinz Trient, rund 800 Meter südlich der Grenze zu Südtirol. Sie verbindet das südseitige Val di Gambis, ein Seitental des Fleimstals, mit dem nordseitigen Eggental und wird durch die SS 620 für den Kraftverkehr erschlossen.
Auf der Passhöhe zweigt eine Straße nach Westen zum Jochgrimm (Passo di Oclini) zwischen Weißhorn und Schwarzhorn ab; gegen Nordwesten erstreckt sich das Hochplateau des Regglbergs. Im Osten überragt der Zanggen das Joch.
Die relativ ebene Passhöhe eignet sich für den Ski-Langlauf.